# Furia cieca
Furia cieca (Blind Fury) è un film del 1989 diretto dal regista Phillip Noyce con protagonista Rutger Hauer che interpreta un uomo abilissimo nell'uso di una spada nonostante la totale mancanza della vista.
Il film è una rivisitazione americana di Zatoichi Challenged, della serie di film giapponesi di Zatoichi.
Nel finale c'è una speciale apparizione della star giapponese Shō Kosugi, veterano del filone Ninjutsu nei film di arti marziali.

## Trama
Nick Parker ritorna dal Vietnam con gli occhi menomati, dopo essere stato dato per disperso, alla ricerca del compagno d'armi Frank Devereaux, responsabile dell'incidente in cui ha perso la vista.
Nick non è inerme e indifeso come sembra: addestrato nelle arti marziali da un maestro Vietnamita e con una spada nascosta nel suo "bastone da passeggio", vuole trovare l'amico per dirgli che lo perdona.
Devereaux, che prova infatti rimorso per aver abbandonato Nick nel momento del bisogno, naviga però in cattive acque, indebitato pesantemente con un boss malavitoso e costretto suo malgrado a produrre droga sintetica sotto la minaccia di ritorsioni contro la sua famiglia.
In un agguato alla sua casa infatti la moglie resta uccisa e solo l'intervento di Nick salva il figlio Billy dai malviventi che vorrebbero rapirlo.
Nick e il piccolo si mettono così in cammino alla ricerca del padre, con alle costole gli scagnozzi del boss fermamente determinati a rapire il piccolo e fare la pelle all'ex-soldato, che dovrà quindi scagliarsi uno dopo l'altro contro i criminali con tutta la sua furia cieca.